# Виссерс, Йозеф
Йо́зеф Ви́ссерс (нидерл. Joseph Vissers; 28 ноября 1928, Гел — 18 апреля 2006, Тюрнхаут) — бельгийский боксёр полусредней и лёгкой весовых категорий. В конце 1940-х годов выступал за сборную Бельгии: серебряный призёр летних Олимпийских игр в Лондоне, чемпион Европы, участник многих международных турниров и матчевых встреч. В период 1948—1952 боксировал на профессиональном уровне, но без особых достижений.

## Биография
Йозеф Виссерс родился 28 ноября 1928 года в коммуне Гел, провинция Антверпен. Первого серьёзного успеха на ринге добился в возрасте девятнадцати лет, когда побывал на чемпионате Европы в Дублине, одолел там всех своих соперников в лёгкой весовой категории и завоевал тем самым золотую медаль. Благодаря череде удачных выступлений удостоился права защищать честь страны на летних Олимпийских играх 1948 года в Лондоне — сумел дойти здесь до финала полусреднего веса, но в решающем матче по очкам проиграл представителю ЮАР Джеральду Дрейеру.
Получив серебряную олимпийскую медаль, Виссерс решил попробовать себя среди профессионалов и покинул сборную. Его профессиональный дебют состоялся уже в ноябре 1948 года, своего первого оппонента он победил нокаутом во втором раунде. Однако затем развитие карьеры замедлилось, победы стали чередоваться с поражениями. Бельгиец продолжал выходить на ринг вплоть до 1952 года, тем не менее, большинство поединков проиграл и в титульных боях ни разу не поучаствовал. Всего в профессиональном боксе провёл 15 боёв, из них 6 окончил победой (в том числе 3 досрочно), 8 раз проигрывал, в одном случае была зафиксирована ничья. Умер 18 апреля 2006 года в своём доме в городе Тюрнхаут.